# Asociación Musical Canalense
La Asociación Musical Canalense (Associació Musical Canalense) es una asociación creada en Canals, Valencia (España) en 1946 dedicada a la promoción de la música y de la cultura. Su principal actividad es la banda de música que lleva su nombre y el coro polifónico llamado Cor Calixtí. Además de contar con una buena escuela de música.

## Historia
Se calcula que la banda en Canals comenzó antes de la guerra civil española. Aunque no fue hasta 1946 cuando se creó la banda municipal.
En 1951 se creó la sociedad llamada entonces "Sociedad Musical Canalense". En 1968 la banda dejó de ser municipal y el ayuntamiento de Canals suspendió la plaza de director.
El 27 de julio de 1974 se aprobó el nombre de la nueva sociedad "Asociación Musical Canalense"
Actualmente la banda ha adquirido un merecido prestigio al participar con éxito en multitud de certámenes, entre ellos el de Murcia, Altea, Diputación de Valencia, Elda, etc. Además tiene multitud de proyectos como el Cor Calixtí o actividades extra musicales y viajes.
La sociedad cuenta en la actualidad con 550 socios, una banda con 120 músicos federados, una escuela de música, Escola de Música “Concha Sellés”, con 150 alumnos matriculados y 17 profesores impartiendo clases, así como, con una Banda Juvenil, en la que los alumnos de la escuela inician su camino de acceso a la banda de la Asociación.

## Nombres propios
- Manolo Calatayud Cuenca Director de la banda por mucho tiempo desde 1946 y reconocido músico valenciano.

'Directores:'
- Joaquín Sancho Úbeda
- Gerardo Cardona Lliso
- Juan Bta. Climent
- Fco. José Perales Ferre
- Fernando J. Miralles
- Carlos Marquina
- Juan Ramón Beltrán
- Carlos Revert Espí
- Fco. José Sánchez Roca
- Joan B. Falcó Andrés
- Luis Pedrón Francés
- José Martínez Colomina

## Actuaciones importantes
La Banda ha participado en numerosos certámenes de música, algunos de los más recientes son estos:
- Certamen de Cullera (1979 y 1980 obteniendo en ambos el 2.º premio, y 2016 el 1.er premio y la mención al mejor director)
- Concurso Provincial de la Diputación (1990, 1991 – 2.º premio – y 1992, 2006 - 1.º premio y meción de honor-.)
- Certamen Nacional de Marchas de Procesión (Elche, 1994 – 1.er. Premio – )
- Certamen Nacional de Leganés (1994 – 3.er. Premio –)
- Certamen de Música de Elda (2000 – 2.º Premio y 2001 1.º Premio).
- Certamen Nacional de Murcia 2003 1.º Premio.
- Certamen internacional de Altea 2004 con un 3.er Premio. (Oficialmente)
- Certamen Provincial de Diputación de Valencia 2006 con un 1.er Premio y Mención de Honor.
- Certamen de la comunidad Valenciana en Cheste 2006 con un 1.er Premio y Mención de Honor, con la mayor puntuación en todas las categorías.
- Certamen Internacional de Bandas de Música de Valencia 2008 (6/7/08), con un 2.º Premio y mejor banda valenciana y española en la Segunda Sección.
- Certamen Provincial de Diputación de Valencia 2010 con un 1.º Premio y Mención de Honor en la Primera Sección.
- Certamen de La comunidad Valenciana 2010 (Cheste) 1.er premio y mención de Honor en la Primera Sección.
- Participando los años 2007 y 2010 en los conciertos conmemorativos "29 de Abril" día de la Música Valenciana el las Provincias de Alicante, Castellon y Valencia. (Paluau de les Arts de Valencia, Teatro Principal de Alicante y Auditorio de Castellón)

Además de actuaciones memorables como las del festival de bandas de las fiestas de Canals. O su actuación en el Palau de la música de Valencia.
- Certamen Internacional de (Valencia) 2014 1.er Premio en la 1.ª Sección.